# Gwendoline Christie
Gwendoline Christie (n. 28 octombrie 1978, Worthing, Anglia, Regatul Unit) este o actriță engleză. Ea este cunoscută pentru că a interpretat-o pe Brienne din Tarth în serialul fantastic HBO Urzeala tronurilor (2012–2019) și pe Căpitanul Phasma în filmele Războiul stelelor: Trezirea Forței (2015) și Războiul stelelor: Ultimii Jedi. (2017). Pentru primul rol, a avut o nominalizare la Premiul Emmy pentru cea mai bună actriță în rol secundar într-un serial dramatic în 2019. Christie a apărut de atunci în serialele fantastice Netflix Sandman și Wednesday (ambele în 2022). 

## Filmografie

### Filme cinematografice
| An   | Titlu                                     | Rol                     | Note |
| ---- | ----------------------------------------- | ----------------------- | ---- |
| 2009 | Doctor Parnassus                          | Cumpărătoare elegantă 2 |      |
| 2013 | Teorema Zero                              | Femeie în reclamă       |      |
| 2015 | Jocurile foamei: Revolta - Partea a II-a  | Commander Lyme          |      |
| 2015 | Star Wars: The Force Awakens              | Captain Phasma          |      |
| 2016 | Absolutely Fabulous: The Movie            | Herself                 |      |
| 2017 | Star Wars: The Last Jedi                  | Captain Phasma          |      |
| 2018 | The Darkest Minds                         | Lady Jane               |      |
| 2018 | In Fabric                                 | Gwen                    |      |
| 2018 | Welcome to Marwen                         | Anna                    |      |
| 2019 | The Personal History of David Copperfield | Jane Murdstone          |      |
| 2019 | Our Friend                                | Teresa                  |      |
| 2022 | Flux Gourmet                              | Jan Stevens             |      |
| 2024 | Robin and the Hoods                       | Aura                    |      |

### Televiziune
| An        | Titlu                        | Rol                   | Note                                           |
| --------- | ---------------------------- | --------------------- | ---------------------------------------------- |
| 2010      | Seven Ages of Britain Teaser | Operatoarea           | Film TV                                        |
| 2012–2013 | Wizards vs Aliens            | Lexi                  | Rol principal (sezoanele 1–2)                  |
| 2012–2019 | Game of Thrones              | Brienne of Tarth      | Rol secundar (seasons 2–3); main (seasons 4–8) |
| 2017      | Top of the Lake: China Girl  | Miranda Hilmarson     | Rol principal (sezonul 2)                      |
| 2018      | Star Wars Resistance         | Cpt. Phasma (voce)    | 3 episoade                                     |
| 2022      | Green Eggs and Ham           | Marilyn Blouse (voce) | Rol secundar (sezonul 2)                       |
| 2022      | The Sandman                  | Lucifer               | 2 episoade                                     |
| 2022      | Wednesday                    | Larissa Weems         | Rol principal                                  |
| 2025      | Severance †                  | TBA                   | Sezonul 2                                      |

| † | Indică lucrări nelansate |

### Teatru
| An   | Titlu                     | Rol                  | Note                            |
| ---- | ------------------------- | -------------------- | ------------------------------- |
| 2006 | Pravda                    | Cindy                | Chichester Festival Theatre     |
| 2006 | Mirandolina               | Ortensia             | Royal Exchange, Manchester      |
| 2007 | Cymbeline                 | Queen                | Barbican Theatre                |
| 2009 | Giantbum                  | Sir Boss             | London's Tate Britain           |
| 2009 | Skin Deep                 | Susannah Dangerfield | Leeds Grand Theatre             |
| 2009 | Breakfast at Tiffany's    | Mag Wildwood         | Theatre Royal Haymarket, Londra |
| 2010 | Dr. Faustus               | Lucifer              | Royal Exchange, Manchester      |
| 2019 | A Midsummer Night's Dream | Titania/Hippolyta    | Bridge Theatre                  |

### Jocuri video
| An   | Titlu                             | Rol de voce    | Note  |
| ---- | --------------------------------- | -------------- | ----- |
| 2016 | Lego Star Wars: The Force Awakens | Captain Phasma | [ 2 ] |
| 2017 | Star Wars Battlefront II          | Captain Phasma |       |
| 2025 | Sid Meier's Civilization VII      | Narator        | [ 3 ] |

### Scurtmetraje
| An   | Titlu                                    | Role                       | Regizor(i)        | Note |
| ---- | ---------------------------------------- | -------------------------- | ----------------- | --- |
| 2007 | The Time Surgeon                         | The Tape                   | Nathaniel Mellors | scurtmetraj                                                                                               |
| 2010 | Ourhouse, Episode 1: 'Games'             | Annalise "Babydoll" Wilson | Nathaniel Mellors | scurtmetraj; de asemenea, producător asociat și responsabilă pentru casting, costume, recuzită și machiaj |
| 2010 | Ourhouse, Episode 4: 'Internal Problems' | Annalise "Babydoll" Wilson | Nathaniel Mellors | scurtmetraj; de asemenea, producător asociat și responsabilă pentru casting, costume, recuzită și machiaj |
| 2011 | Ourhouse, Episode 2: 'Class'             | Annalise "Babydoll" Wilson | Nathaniel Mellors | scurtmetraj; de asemenea, producător asociat și responsabilă pentru casting, costume, recuzită și machiaj |
| 2011 | Ourhouse, Episode 3: 'The Cure of Folly' | Annalise "Babydoll" Wilson | Nathaniel Mellors | scurtmetraj; de asemenea, producător asociat și responsabilă de casting                                   |
| 2016 | The Dress                                | The Woman                  | Barnaby Roper     | scurtmetraj                                                                                               |

Ea a apărut și în videoclipul „Strict Machine” al lui Goldfrapp în 2003, precum și în videoclipul  „Damaris” al lui Patrick Wolf în 2009.

### Drame audio
| An   | Titlu                                | Rol       | Note                                           |
| ---- | ------------------------------------ | --------- | ---------------------------------------------- |
| 2020 | The Sleeper and the Spindle          | The Queen | [ 4 ]                                          |
| 2022 | The Callisto Protocol: Helix Station | Percy     | Prequel al jocului video The Callisto Protocol |